# Erythropterus boliviensis
Erythropterus boliviensis är en skalbaggsart som beskrevs av Clarke 2007. Erythropterus boliviensis ingår i släktet Erythropterus och familjen långhorningar. Inga underarter finns listade i Catalogue of Life.